# Ozawa Saeki

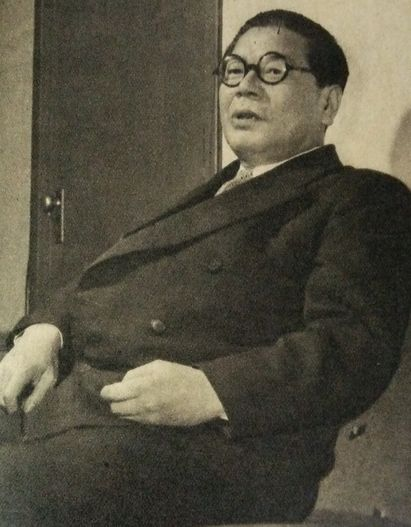
Ozawa Saeki

Ozawa Saeki (japanisch 小沢 佐重喜; * 25. November 1898 im Landkreis Isawa der Präfektur Iwate (heute: Ōshū); † 8. Mai 1968 in Minato, Präfektur Tokio) war ein japanischer Politiker, Abgeordneter im Shūgiin, dem Unterhaus des japanischen Parlaments, und Minister.

## Leben und Wirken
Ozawa studierte an der rechtswissenschaftlichen Fakultät der Nihon-Universität und wurde anschließend Anwalt im Tokioter Stadtbezirk Shitaya. Durch Miki Bukichi (Kenseikai/Minseitō) wurde er in die Politik eingeführt und war unter anderem Mitglied im Rat der Stadt Tokio sowie Mitglied im Parlament der Präfektur Tokio. Nach dem Ende des Pazifikkrieges trat er bei der Shūgiin-Wahl 1946 im achtmandatigen Wahlkreis Präfektur Iwate für die Liberale Partei Japans an und zog mit dem sechsthöchsten Stimmenanteil für die erste von zehn aufeinanderfolgenden Legislaturperioden ins Unterhaus ein – ab 1947 für den viermandatigen Wahlkreis Iwate 2, der den Süden der Präfektur umfasste.
1948 wurde Ozawa als Verkehrsminister ins zweite Kabinett von Yoshida Shigeru berufen, im Kabinett Yoshida III übernahm er das Kommunikationsministerium, das unter ihm in das Postministerium und das Telekommunikationsministerium aufgeteilt wurde. Auch als der Gründungsvorsitzende der Liberalen Hatoyama Ichirō in die Politik zurückkehrte und sich von Yoshida abwandte, blieb Ozawa bei den Yoshida-Liberalen und wurde als Bauminister 1953 in Yoshidas fünftes Kabinett berufen.
Nach der Gründung der Liberaldemokratischen Partei (LDP) schloss er sich darin der Satō-Faktion von Satō Eisaku an. Er unterstützte ausdrücklich – wie später sein Sohn – den sogenannten „Hatomander“ (Kofferwort aus Hatoyama und Gerrymander), die von Hatoyama geplante Einführung von Einmandatswahlkreisen für das Shūgiin, die es der LDP erleichtert hätten, eine Zweidrittelmehrheit zu erringen. 1960 hatte er den Vorsitz im Shūgiin-Sonderausschuss für die Neuauflage des US-japanischen Sicherheitsvertrages. Im gleichen Jahr wurde er vom neuen Parteivorsitzenden Ikeda Hayato zunächst als Vorsitzender des Komitees für Parlamentsangelegenheiten in die Parteiführung, dann nach den Wahlen im November in sein zweites Kabinett als Leiter der Behörden für Verwaltungsaufsicht und die Entwicklung Hokkaidōs berufen.
1968 starb Ozawa an Herzversagen im Jikei-Krankenhaus. Seine Wahlkreiskandidatur übernahm sein ältester Sohn Ichirō, der den Wahlkreis Iwate 2 1969 mit den höchsten Stimmenanteil gewann.